# خورش کاری

خورش کاری یا کاری یک واژه مادر برای اشاره به‌شماری از خوراک هاست که منشأ آن‌ها در آشپزی شبه قاره هند است. ویژگی مشترک میان این غذاها استفاده از ترکیبی پیچیده از ادویه جات ترشی جات و گیاهان است که معمولاً مخلوطی از زردچوبه، زیره سبز، زنجبیل تازه یا خشک شده و فلفل تند است. استفاده از این اصطلاح به‌طور کلی محدود به غذاهایی است که در یک سس آماده می‌شوند. کاری که در ایالات جنوبی هند طبخ می‌شود است گاه با برگی از درخت کاری ادویه دار می‌شود.